# Клан Мак-Лауд

Емблема клану Мак-Лауд.

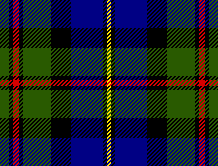
Тартан клану Мак-Лауд.

Герб вождів клану Мак-Лауд.

Мак-Лауд (англ. MacLeod) — один з кланів гірської частини Шотландії, територіально пов'язаною з островом Скай. Існують дві основні гілки клану: Мак-Лауди Гарріса та Данвегана, що очолювані Мак-Лаудом з Мак-Лауда і називаються також «Плем'я Тормода» (шотл. гел. Sìol Tormoid, англ. Seed of Tormod), та Мак-Лауди Льюіса, очолювані Мак-Лаудом із Льюїса і називаються вони «Плем'я Торкеля» (шотл. гел. Sìol Torcaill, англ. Seed of Torcall). Обидві гілки ведуть своє походження від синів напівлегендарного епоніма — Лауда (шотл. гел. Leod), що жив у XIII столітті, чиїм батьком був король острова Мен — Олаф Чорний.

### Символіка клану

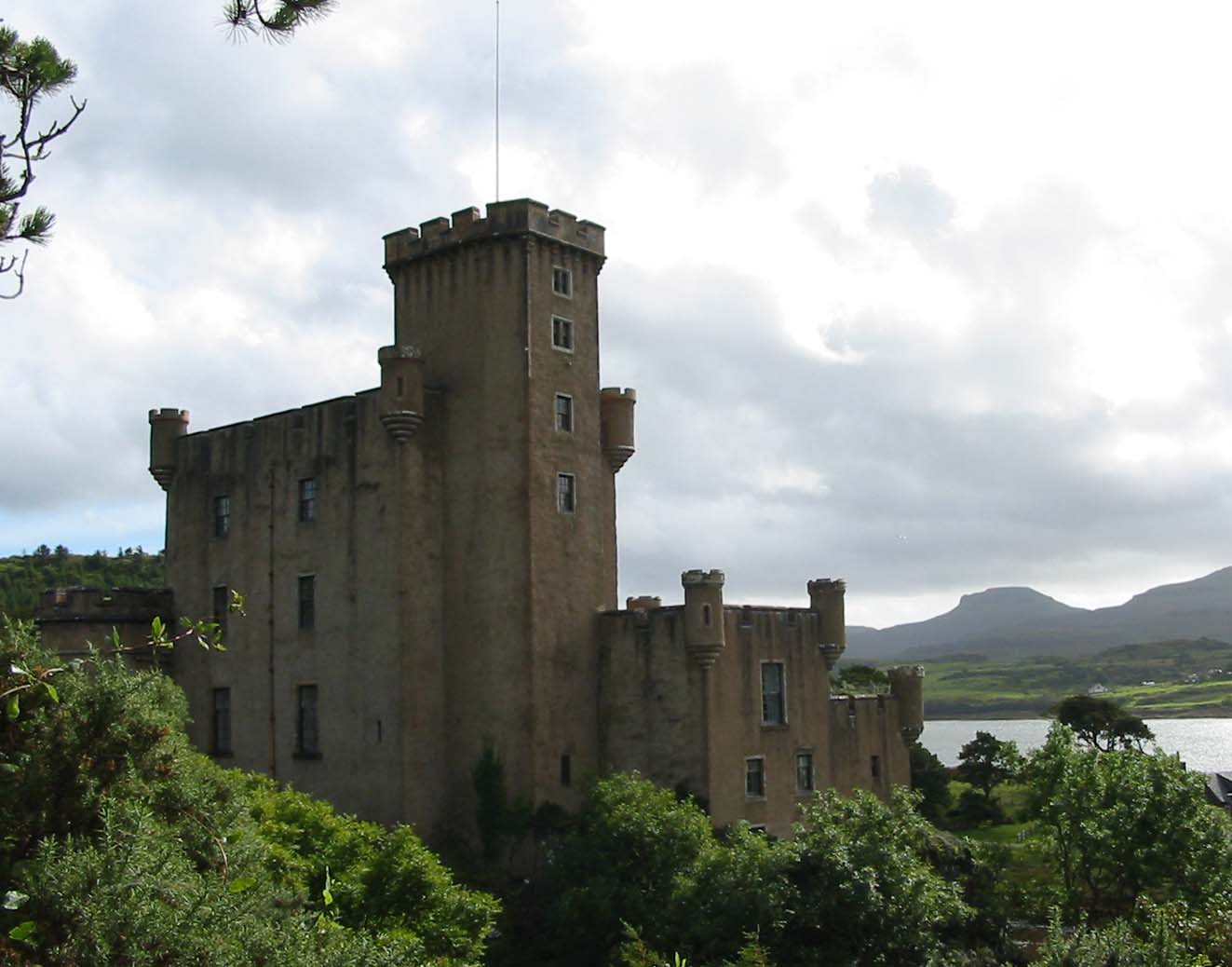
Замок Дунвеган, що був 700 років резиденцією вождів клану Мак-Лауд.

Девіз: "Будь стійким!"
Землі: Скай, Гарріс.
Символ: ялівець.
Гасло: "Хвала клану Мак-Лауд!"

### Походження клану
Вважається, що прізвище Мак-Лауд — "син Лауда" походить від скандинавського імені Лйотр (норв. - Ljótr) - "некрасивий". Самі Мак-Лауди стверджують, що вони походять від Лауда - сина Олафа Чорного - ватажка вікінгів та короля острова Мен (1229 - 1237 роки правління). Але є дослідження, які стверджують, що Лауд не був сином Олафа Чорного, а був його двоюрідним братом. У альтернативних родоводах наводиться Христина Лауд - правнучка Лауда, що вийшла заміж за Гектора Реганаха (МакЛіна чи МакЛайна). У цих родоводах припускається, що успадкування трону на острові Мен іноді проводилось по жіночій лінії і родовід ведеться від королеви Хельги Красиве Волосся.

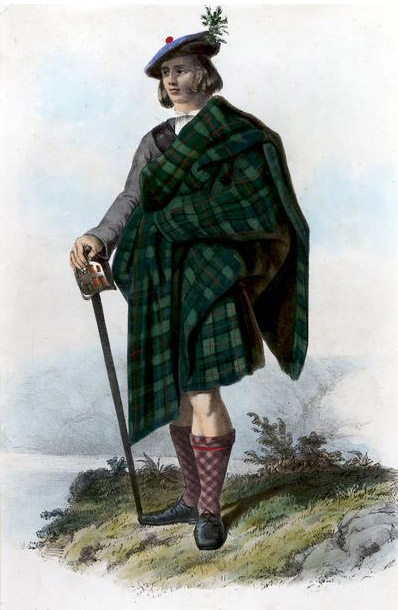
Чоловік з клану Мак-Лауд у традиційному вбранні. Малюнок художника МакЯна 1845 року.

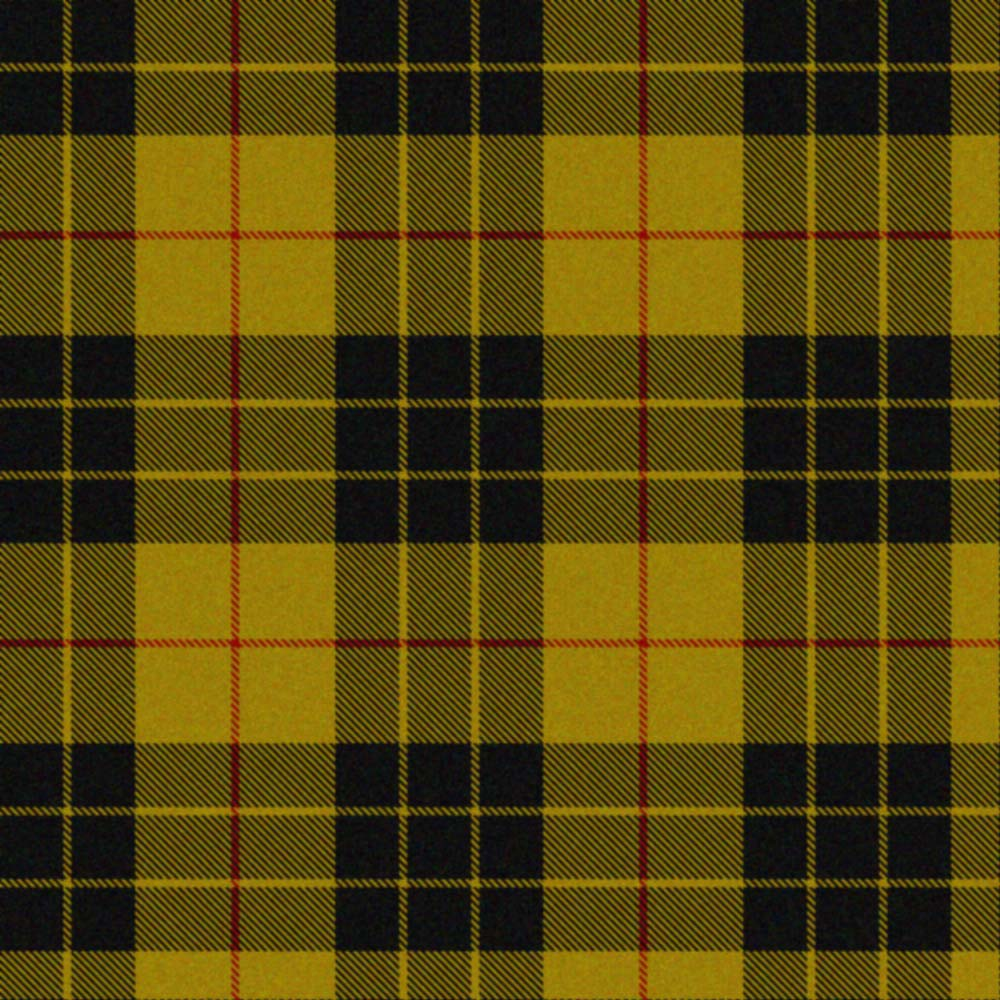
Тартан клану Мак-Лауд з Левіс (Льюїс).

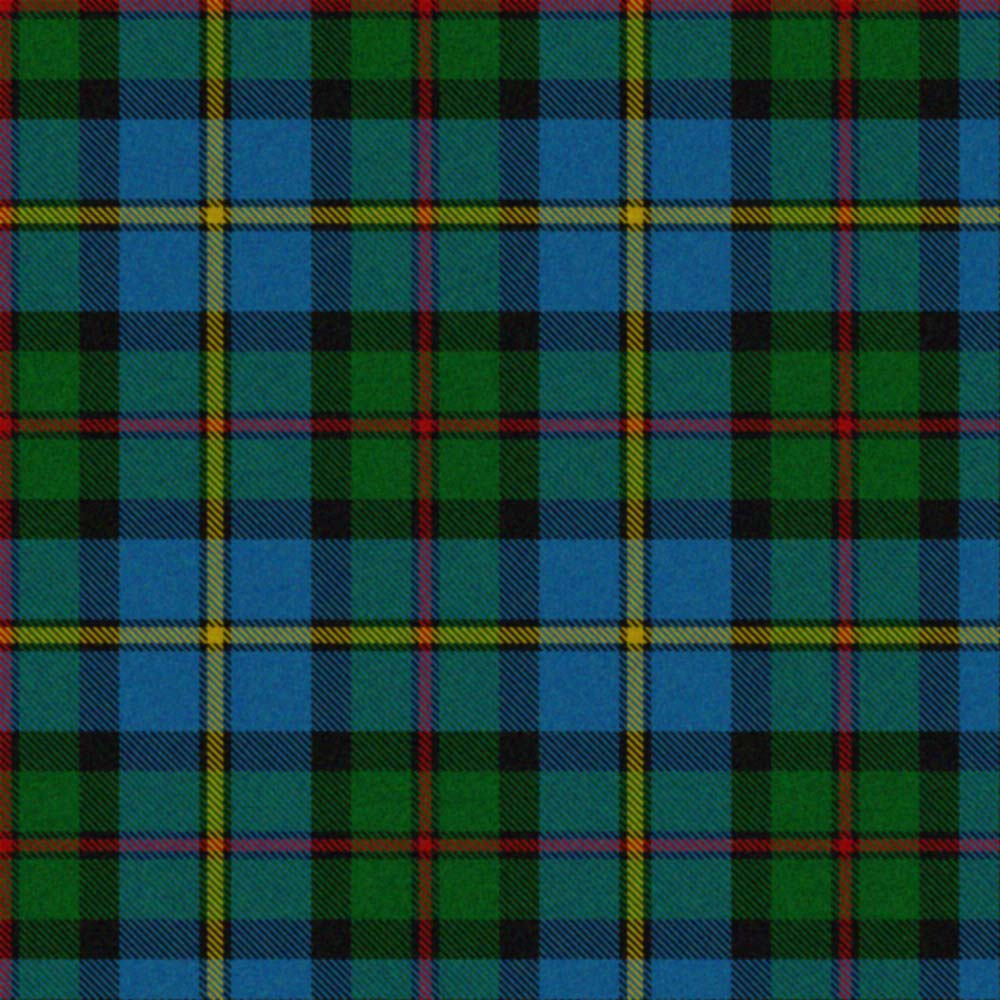
Тартан клану Мак-Лауд з Харріс.

Традиційна історія клану Мак-Лауд говорить, що Лауд володів землями Харріс і частиною острова Скай і він одружився з дочкою вождя вікінгів, що те володів частиною острова Скай - Мак-Арайлта (шотл. - MacArailt) чи Гарольда. Традиційна історія говорить, що від цього шлюбу було два сини - Тормод і Торквіл, що були засновниками двох основних гілок клану - Шол Тормод, Шол Торквіл (шотл. - Siol Tormod, Siol Torquil).
Лауд помер близько 1280 року і був похований на острові Йона, де шість наступних вождів клану теж знайшли свій останній притулок.    
Є версія, що Торквіл був насправді не братом, а онуком Тормода, і що Токрвіли насправді ніколи не володіли землями Левіс (Льюїс) аж до XVII століття, коли Мак-Кензі не прогнали людей Левіс з їх землі за допомогою Моррісонів та Тормодів. Торквіли, як молодша гілка, володіли землями Ассінт (шотл. - Assynt) та Кадболл (шотл. - Cadboll) на острові Раасей (шотл. - Raasay) до 1846 року. Шол Тормонд володіли землями Гарріс та Гленелг, а також землями Данвеган на острові Скай.
Сучасні генетичні дослідження показали, що 32 % чоловіків з прізвищем Мак-Лауд мали спільного предка.

### Історія клану Мак-Лауд

#### XIV століття
Тормод - син Лауда вважається визначним воїном епохи, учасником битви під Баннокберне. Нащадком його був Малкольм - записи про нього з'являються одночасно з записами про Торквіла. У середньовічних джерелах про них записано так: "Малкольм мак Тормод мак Клойд" та "Торквіл мак Клойд". Такий напис знаходимо у королівській грамоті за 1343 рік - в час правління короля Давида II (1329 - 1371). Малкольму успадкував його старший син Ян Кяр (шотл. - Iain Ciar). Цю подію часто датують 1330 роком. Ян Кяр ввійшов в історію як суворий і навіть жорстокий вождь клану. Про його дружину перекази говорять те саме. Історичні перекази клану повідомляють, що він був поранений в засідці на землі Гарріс і незабаром помер від ран у церкві Родел. Р. К. Мак-Лауд датує його смерть 1392 роком. За переказами, лорд Островів здійснив напад на острів Скай у 1395 році, але онук Яна - Вільям Мак-Лауд зітнувся в битві з вождем клану Мак-Дональд в Слігахані (шотл. - Sligachan) і змусив його повернутися в Лох Ейнорт. Там вони виявили, що кораблі захоплені кланом Мак-Аскілл і всі загарбники перебиті. Трофеї були розділені Крег ан Фенед (шотл. - Creag an Fheannaidh) - Скелях Польоту або як їх ще називають Крегган ні Февіг (шотл. - Creggan ni Feavigh) - Скелях Здобичі. Ця місцина ототожнюється нині з Кривавим Каменем на Гарта Коррі.

#### XV століття
У 1411 році відбулася знаменита битва під Харлоу, де клани гірської Шотландії воювали з Довналлом Островитянином (шотл. - Domhnall) - лордом Островів, вождем клану Мак-Дональд. У цій битві клан Мак-Лауд взяв активну участь. 
У 1481 році відбулася битва біля Кривавої Затоки, тут клан Мак-Лауд воював на стороні Іоанна Островитянина - ерла Росс, вождя клану Мак-Дональд проти його незаконнонародженого сина Ангуса Ога Мак-Дональда. Вільям Темний - вождь клану Мак-Лауд був вбитий у цій битві.  

#### XVI століття
У 1578 році клан Мак-Лауд взяв участь в битві біля Ущелини Викрадення (Сполін Дайк). Війна йшла між кланом Мак-Лауд і кланом Мак-Дональд з Віста. 
У 1588 році вождь клану Мак-Лауд - Вільям Мак-Лауд Данвеганський - 13 вождь клану Мак-Лауд полявся "допомагати, підтримувати і захищати Лахлана Мак-Кінтоша з Дунахтону - ватажка спілки кланів Хаттен та його спадкоємців". 

#### XVII століття
Це століття ввійшло в історію як епоха миру між кланами, які до того безперервно воювали і епоха громадянської війни, в яку була втягнута Шотландія і інтереси кланів відсунулись на задній план. 
У 1601 році відбулась битва біля Коре на Крехе (шотл. - Coire Na Creiche). Битва відбулась на острові Скай - клан Мак-Лауд отримав поразку від клану Мак-Дональд з Слету на схилах гори Куллін. У 1608 році після століть війни і ворожнечі між кланами Мак-Кензі, Мак-Лін, Мак-Лауд, Мак-Дональд, вожді всіх цих кланів були скликані на зустріч з лордом Охілтрі, що був офіційним представником короля (з метою примирення). Тут були обговорені прийняті основні положення примирення між кланами. Вожді кланів, які не прийняли примирення були схоплені і кинуті за ґрати. Вождь клану Мак-Дональд був кинутий до в'язниці в Чорному Замку. Його звільнили тільки тоді, коли він висловив покірність волі короля. Дональд - вождь клану Мак-Дональд помер у 1616 році - йому успадкував владу вождя Дональд Горм Орг Мак-Дональд. Мак-Дональди стали баронами Скай та Слет. Цей титул вони мають і донині. 
Головним замком гілки Мак-Лаудів з Левіса - Мак-Лаудів Ассінт в той час був замок Адврек.

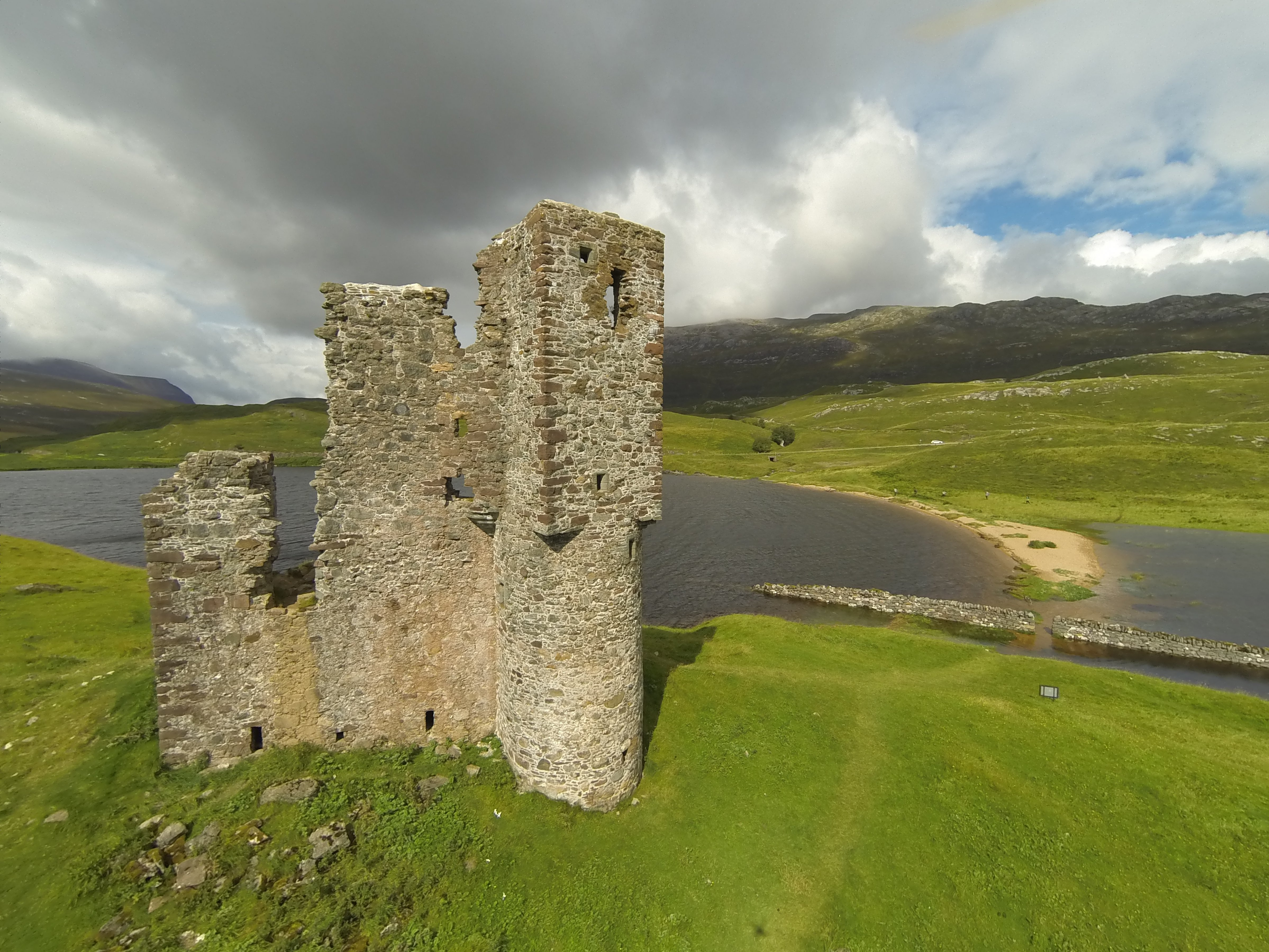
Замок Адверк - резиденція вождів Мак-Лаудів Ассінстських.

Під час громадянської війни в королівстві відбулась битва під Карбісдейл у 1650 році. Джеймс Грем - маркіз Монтроз переміг Мак-Лаудів: Ніл Мак-Лауд здав йому замок Адврек. Але дружина Ніла Мак-Лауда - Христина Манро зуміла наслати повідомлення союзникам, маркіз Монтроз був схоплений і страчений. Під час громадянської війни у Великій Британії клан Мак-Лауд підтримував роялістів - понад 500 членів клану Мак-Лауд брали участь у битві під Восестер у 1651 році.

#### XVIII століття
XVIII століття в Шотландії ввійшло в історію як час повстання якобітів. У Шотландії це вилилося у чергову громадянську війну. Під час зібрання якобітів були і представники клану Мак-Лауд, зокрема Норман Мак-Леод Донвеган. Але клан Мак-Лауд не підтримав якобітів. Більше того, він приєднався до групи незалежних гірських кланів, що підтримали урядові сили. Більше 500 членів клану Мак-Лауд взяли участь у битві під Інверурі у 1745 році, де вони зазнали поразки. Норман Мак-Лауд у 1746 році розграбував острів Раасей - це він здійснив як помсту за вбивство свого вождя. За це він ввійшов в історію як "зла людина".

### XIX - XXI століття
Після смерті Нормана Мак-Лауда (1812 – 1895) вождем клану став його старший син Норман Магнус (1839 – 1929) - він став 26 вождем клану Мак-Лауд. Він помер не маючи синів. Вождем став Реджинальд Мак-Лауд (1847-1935) - 27 вождь клану Мак-Лауд. У нього не було синів, тому посада вождя клану нині лишається вакантною. 

### Септи клану Мак-Лауд
Beaton, Betha, Bethune, Beton, Harald, Haraldson, Harold, Harrell, Harrold, Herrald, MacHarold, MacRalte, MacRaild, Andie, MacAndie, McCaskill, MacHandie, MacKande, MacKandy, Makcandy, MacCaig, MacCoig, MacCowig, MacCrivag, MacCuaig, MacKaig, MacQuigg, MacAlear, MacClewer, MacClure, MacLeur, MacLewer, MacLewis, Lewis, MacLur, MacLure, Cremmon, Crimmon, Griman, Grimman, Grimmond, MacCrimmon, MacCrummen, MacGrimman, MacGrymmen, MacRimmon, MacKilliam, MacKullie, MacWilliam, MacWilliams, MacWillie, MacWylie, McCullie, Williamson, Norman, Normand, Norris, Norval, Norwell, Tormud.

## Цікаві факти
Клан отримав популярність завдяки вигаданному персонажу — Коннору Мак-Лауду з фільму Горець та Дункану Мак-Лауду з однойменного серіалу.